# Tierparaden

Berlin: Buddy bear Bruno

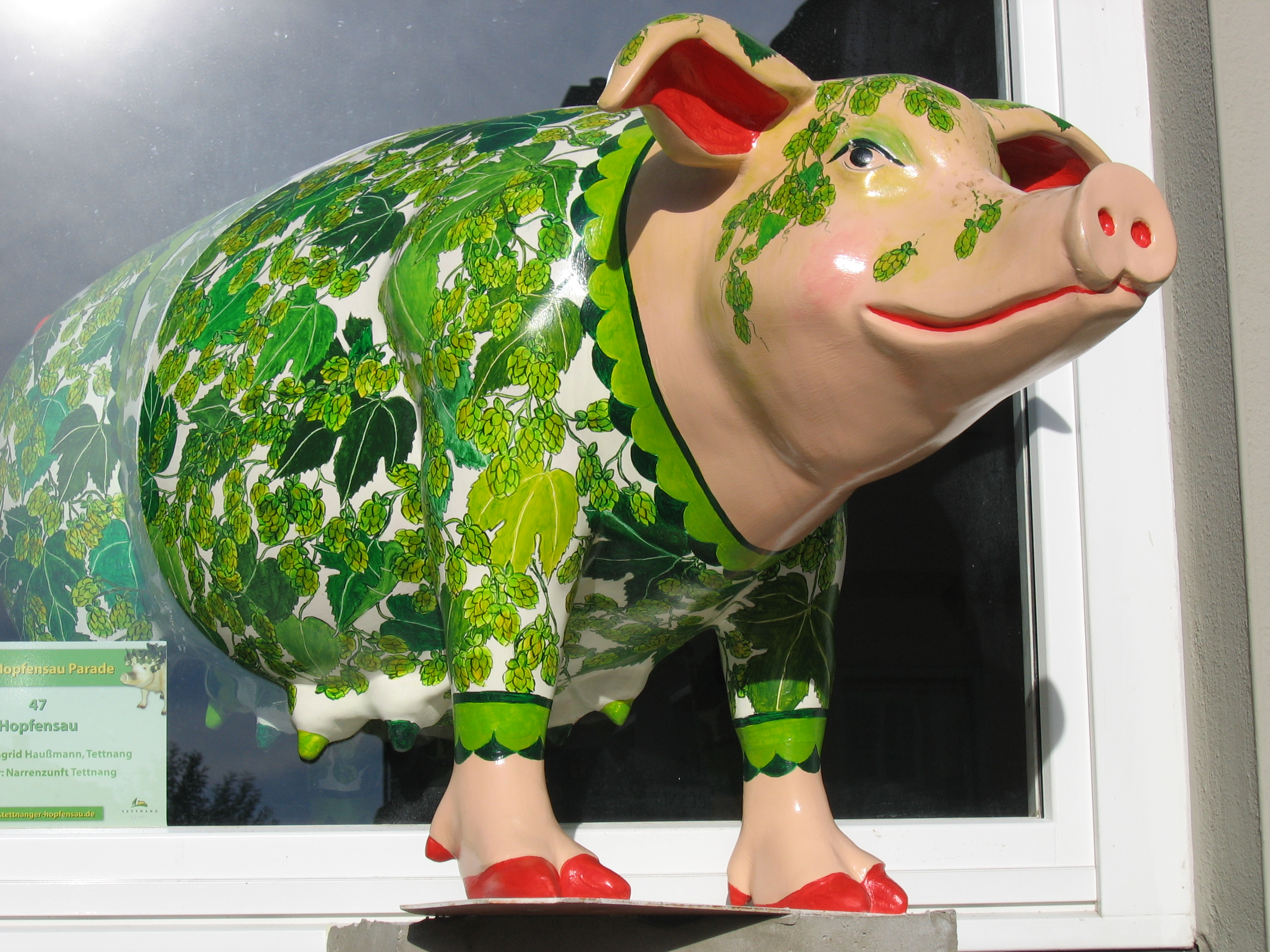
Tettnanger Hopfensau

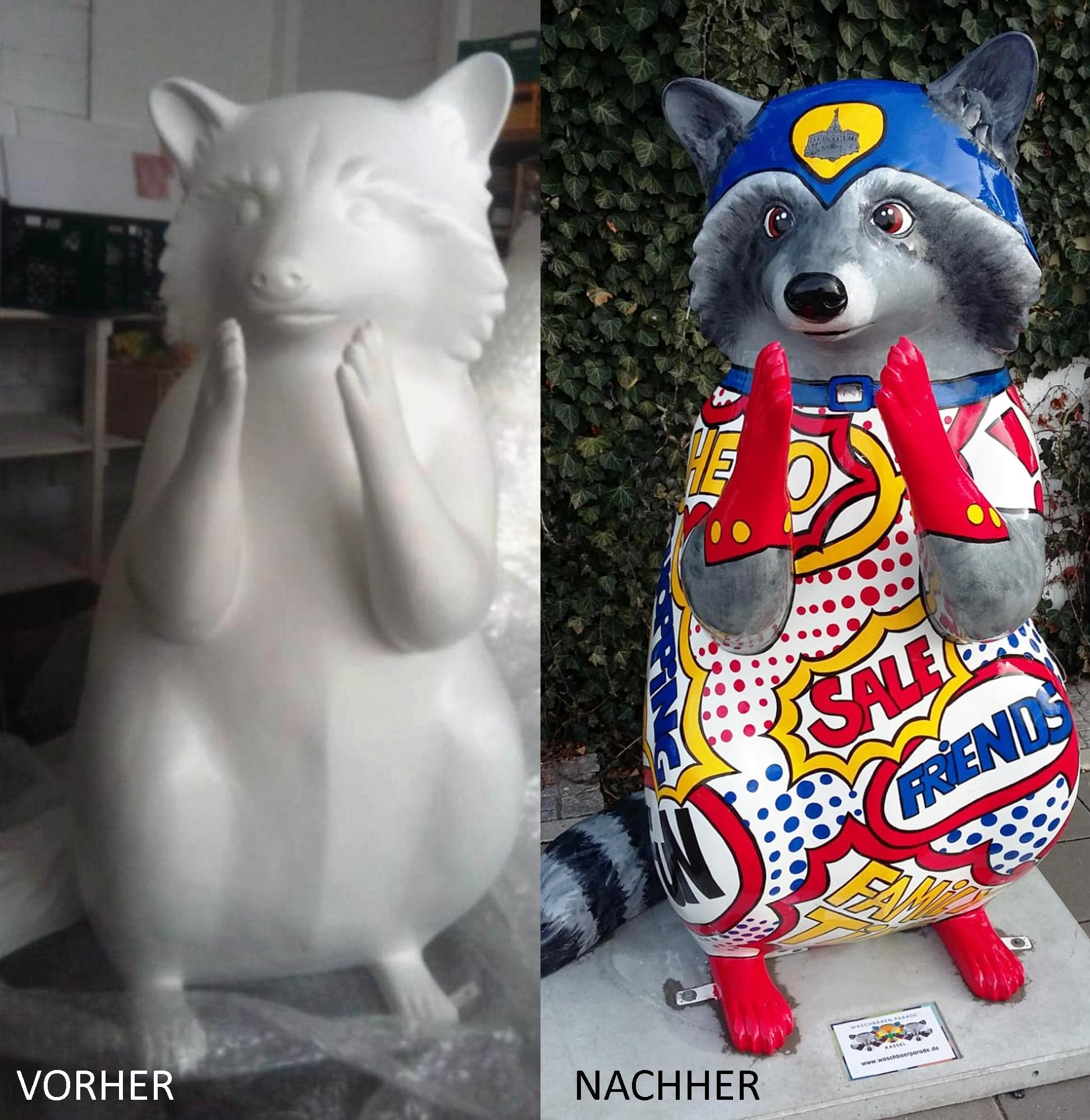
Kassel: Waschbären Parade Kassel

Tierparaden sind kommerzielle oder städtische Aktionen für Kunst im öffentlichen Raum.
Einerseits sollen diese Paraden die Identifikation der Menschen mit ihrer Heimatstadt steigern, andererseits trägt der Verkauf der Skulpturen oftmals zur Unterstützung karitativer Einrichtungen bei.

## Geschichte
Die Tierparaden ist ein internationales Projekt für Kunst im öffentlichen Raum, das auf der Idee der Kuh-Kultur 1998 und ihres Vorläufers mit Löwen bereits in den 1980er-Jahren in Zürich basiert.
Neben den internationalen CowParade und United Buddy Bears fanden sich zahlreiche weitere Städte, die Aktionen mit dekorativen Fiberglasfiguren im öffentlichen Raum durchführten.
Nach der CowParade in New York des Jahres 2000 fasste die Idee dann auch in den Metropolen Europas Fuß, in Berlin wurde jedoch statt der Kuh die Idee auf den Berliner Bären adaptiert. Zunehmend findet die Idee international wie auch in kleineren Städten Anklang und wird weiter adaptiert. 2017 werden Skulpturen-Projekte zur Unterstützung lokaler karitativer Zwecke in Köln (künstlerisch gestaltete Dom-Skulpturen) und Zug (künstlerisch gestaltete Stiere) umgesetzt.

## Erstellung der Skulpturen
Im ersten Schritt werden meist eine für die jeweilige Stadt typische Figur ausgewählt und danach aus witterungsbeständigem Kunststoff (auch GfK genannt) in einer Größe bis zu zwei Meter gefertigt.
Danach wird die künstlerische Gestaltung der Figuren ausgeschrieben und gleichzeitig Patenschaften von ansässigen Unternehmen und/oder von Privatpersonen übernommen, die die Kosten der Figuren, ihrer Bemalung, Klarlack Lackierung zum Schutz vor Witterungseinflüssen und der Aufstellung, zum Beispiel auf einem Betonsockel, tragen.
Anschließend verbleiben die Skulpturen eine Zeitlang im öffentlichen Raum (z. B. über den Sommer) und werden danach an Interessierte verkauft oder durch eine Wohltätigkeitsaktion versteigert. Der Erlös kommt entweder dem durchführenden Unternehmen, der Kommune oder einem speziellen (zumeist sozialen) Projekt zugute.

## Übersicht über Projekte in Deutschland
Die nachfolgende Tabelle erhebt keinen Anspruch auf Vollständigkeit.
| Jahr | Ort                                                        | Name                                      | Figur                  | Anzahl   | Anmerkungen |
| ---- | ---------------------------------------------------------- | ----------------------------------------- | ---------------------- | -------- | --- |
| 1999 | Saarbrücken                                                |                                           | Löwe                   |          | anlässlich des 1000-jährigen Stadtjubiläums |
| 2000 | Lüneburg                                                   | Salzsau-Parade                            | Wildschwein            | 175      | zu Gunsten des Deutschen Salzmuseums |
| 2000 | Lindau (Bodensee)                                          |                                           | Kuh                    | > 80     | |
| 2001 | Berlin und weitere                                         | Buddy Bär                                 | Bär                    | 1100     | 300 in Berlin, 800 weltweit; Erlöse der Aktion kamen mehreren Kinderhilfsorganisationen in Berlin zugute |
| 2001 | Düsseldorf                                                 | Radschläger-Kunst                         | Radschläger            | > 100    | |
| 2001 | Kaiserslautern                                             | fishing for phantasy                      | Fisch                  | 250      | Anlässlich des Jubiläumsjahrs der Stadt, dessen Wappen einen Fisch enthält |
| 2001 | Ulm                                                        | Spatzeninvasion                           | Ulmer Spatz            |          | Erlöse zur Erhaltung des Südturms des Ulmer Münsters |
| 2002 | Berlin und weitere                                         | United Buddy Bears                        | Bär                    | 150      | Erlöse kommen UNICEF und lokalen Kinderhilfsorganisationen zugute |
| 2002 | Frankenthal (Pfalz)                                        |                                           | Löwe                   | 149      | Anlässlich 425 Jahre Stadtrechte. Der Pfälzer Löwe ist das Wappentier der Stadt. |
| 2002 | Leipzig                                                    | LeOLips                                   | Löwe                   | 100      | der Löwe ist Leipzigs Wappentier, Marketing von Unternehmen |
| 2002 | Mülheim an der Ruhr                                        |                                           | Schwein                |          | |
| 2002 | Oberhausen                                                 |                                           | Kuh                    |          | im CentrO ausgestellt |
| 2002 | Walsrode                                                   | Tukan-Parade                              | Tukan                  | 120      | Aktion des Vogelpark Walsrode anlässlich seines 40-jährigen Bestehens |
| 2003 | Hamburg                                                    | Hans Hummel                               | Hans Hummel            | 100      | Der Erlös kam der Aktion „Ein Dach für Obdachlose“ zugute |
| 2004 | Hannover                                                   | Elefantenparade                           | Elefant                | 45       | Zu Ehren der Elefantenbabys „Califa“ und „Farina“ des Erlebnis-Zoos Hannover |
| 2004 | Hamm                                                       | Elefantenparade                           | Elefant                |          | Aktion zum 20-jährigen Bestehen des Maximilianparks Hamm |
| 2004 | Hameln                                                     |                                           | Ratte                  |          | |
| 2004 | Weilburg                                                   | Weilburg löwenstark                       | Löwe                   |          | Aktion anlässlich des Hessentags, der 2005 in Weilburg stattfand. Der Löwe ist das Wappentier des Hauses Nassau-Weilburg, welches heute im Großherzogtum Luxemburg regiert. |
| 2005 | Bad Honnef                                                 |                                           | Gartenzwerg            |          | |
| 2005 | Soest                                                      | JägerArt                                  | Jägerken               | ca. 30   | Die Figur des „Soester Jägerkens“ gilt als Symbol für die Stadt und wirbt für stadtnahe Events wie beispielsweise die Soester Allerheiligenkirmes als eine der weltgrößten Innenstadtkirmessen. |
| 2005 | München                                                    | Münchner Löwenparade                      | Löwe                   | 500      | Der Erlös kam karitativen Einrichtungen und bedürftigen Kindern zugute |
| 2005 | Neumünster                                                 |                                           | Schwan                 |          | |
| 2005 | Pforzheim                                                  |                                           | Radrennfahrer          |          | |
| 2005 | Bad Saulgau, Bad Waldsee, Mengen, Munderkingen, Riedlingen | Donau-Oberschwäbische-Storchenparade 2005 | Storch                 | 172      | Initiative zur kreativen und touristischen Belebung der Region Donau-Oberschwaben |
| 2005 | Langenhagen                                                |                                           | Löwe                   | 100      | Imageaktion der Werbegemeinschaft des CCL und des Wirtschaftsclub Langenhagen |
| 2006 | Aachen                                                     | Pferdeskulpturen                          | Pferd                  | ca. 200  | Nach dem Erfolg der Horse-Parade im Jahr 2001 präsentierte sich Aachen für die Reit-WM 2006 wieder von seiner engagierten Pferde-Seite mit ca. 200 Pferdeskulpturen. Die teilweise lebensgroßen Pferde-Rohlinge waren von Künstlern, Kindern und Einzelpersonen in Aachen und u. a. in Brasilien, Südafrika, Indien und Israel bemalt worden. Auch heute noch stehen sie an vielen Stellen in der Stadt und in Arztpraxen. |
| 2006 | Cottbus                                                    |                                           | Krebs                  | -        | Anlass war der 850. Geburtstag der Stadt Cottbus, Krebs ist im Stadtwappen |
| 2006 | Dortmund                                                   | Dortmunder Nashorn                        | Nashorn                | 120      | Das Nashorn ist das Wappentier des Dortmunder Konzerthauses und wurde anlässlich der Fußballweltmeisterschaft 2006 in über 120 Versionen in der Innenstadt von Dortmund aufgestellt. |
| 2006 | Winnenden                                                  | Der Winnender Mops                        | Mops                   | 48       | Imageaktion Vereins „Attraktives Winnenden“ |
| 2006 | Tettnang                                                   | Tettnanger Hopfensauparade                | Sau                    | 93       | Praktiziertes Stadtmarketing |
| 2006 | Wuppertal                                                  | Pinguinale                                | Pinguin                | 200      | Anlässlich des 125-jährigen Bestehens des Wuppertaler Zoos |
| 2006 | Schweinfurt                                                | Schweinfurt hat Schwein                   | Schwein                | > 80     | |
| 2007 | Köln                                                       | Chantalle                                 | Huhn                   |          | |
| 2007 | Gelsenkirchen                                              |                                           | Herz                   |          | |
| 2007 | Laupheim                                                   | Laupfroschparade                          | Laubfrosch             | 133      | Zugunsten der Sprachförderung für Laupheimer Kinder |
| 2007 | Stuttgart                                                  | Rössle-Parade                             | Pferd                  | -        | Grund: „Europäische Sporthauptstadt 2007“ |
| 2007 | Versmold                                                   | bemalte Schweine                          | Schweine               | 120      | Stadtaktion; Schweine wurden für einen guten Zweck versteigert |
| 2007 | Wesel                                                      |                                           | Esel                   |          | Esel von Wesel |
| 2007 | Lüneburg                                                   |                                           | Stint                  | ca. 500  | Versteigerung für wohltätige Zwecke |
| 2007 | Holzgerlingen                                              | Vogel-Parade                              | Rabe und Eule          | 86       | Grund: 1000-jähriges Stadtjubiläum |
| 2008 | Augsburg                                                   | Rhino-Parade                              | Rhino                  | -        | Erlöse gehen zugunsten der neuen Nashörner im Zoo Augsburg |
| 2008 | Bingen am Rhein                                            | Binger Maus                               | Maus                   |          | |
| 2008 | Friedrichshafen                                            | Zeppelinparade                            | Zeppelin               | 100      | Erlös der Versteigerung zugunsten der Schule Nr. 2 in Friedrichshafener Partnerstadt Polozk, Weißrussland |
| 2008 | Heilbronn                                                  | Käthchenparade                            | Käthchen-Figuren       | 77       | Versteigerung zugunsten der Bürgerstiftung Heilbronn |
| 2008 | Ravensburg, Meckenbeuren                                   | Spielkegel-Meile                          | Pöppel (Spielkegel)    | 50       | Erlös an die Radio7-Drachenkinder zugunsten der Peter Maffay-Stiftung |
| 2008 | Neustadt an der Aisch                                      | Aischgründer Karpfen                      | Karpfen                | 140      | |
| 2008 | Ochsenfurt                                                 | oXen-Herde                                | Ochsen                 |          | |
| 2008 | Bremen                                                     | lesende Bremer Stadtmusikanten            | Bremer Stadtmusikanten | 170      | Erlös an die BremerLeseLust |
| 2009 | Unna                                                       |                                           | Esel                   | ca. 30   | Stadtmarketingaktion von Unternehmen und engagierten Bürgern unter Verwendung künstlerisch gestalteter Eselfiguren. Esel halfen ursprünglich beim Transport des in Unna gesiedeten Salzes und haben somit eine historische Bedeutung für das heutige Logistikdrehkreuz Unna. |
| 2010 | Nördlingen                                                 | So G'sell so!                             | Schweine               | über 500 | |
| 2011 | Langenfeld                                                 | Galo de Barcelos                          | Hahn                   | 65       | |
| 2011 | Balve                                                      | Mammutparade                              | Mammut                 | 30       | Das Mammut gilt als Maskottchen der Stadt Balve. |
| 2011 | Bremerhaven                                                |                                           | Hein Mück              | 12       | siehe |
| 2017 | Köln                                                       | Giant-Art.Koeln                           | Dom-Skulpturen         | 111      | Der Kölner Dom (eigentl. „Hohe Domkirche Sankt Petrus“) ist seit 1996 UNESCO-Weltkulturerbe und das Wahrzeichen Kölns. Farblich gestaltete Dom-Skulpturen werden ab dem Jahr des 175. Jubiläums des Zentral-Dombau-Verein zu Köln von 1842 die Historie und Zukunft der Stadt Köln künstlerisch abbilden. Teile des Erlöses fließen an ZDV, Dumont-Stiftung „wir helfen“ und Stiftung des 1. FC Köln.                      |
| 2018 | Kassel                                                     | Waschbären Parade Kassel                  | Waschbär               | 10       | Stadtmarketing-Aktion von Unternehmen unter der Verwendung des Stadtmaskottchens, dem Waschbär. Nach Ausstellungsende kommt der Erlös der Versteigerung karitativen Einrichtungen zugute. |
| 2019 | Oberhausen-Sterkrade                                       | Der Rabe von Sterkrade                    | Rabe                   | 100      | Der Rabe war im Wappen von Sterkrade bislang nicht als solcher zu erkennen. Im Rahmen der Feierlichkeiten zu 100 Jahre Stadtrechte Sterkrade (2013) wurde der Rabe von lokalen Künstlern graphisch und gestalterisch aufgewertet. Seit 2019 im öffentlichen Raum. |
| 2022 | Recklinghausen                                             | REh                                       | Reh                    | 10       | Das „REh“ wurde im Dezember 2022 als neue Identifikationsfigur in Recklinghausen eingeführt. Die Skulpturen aus Sandstein und Bronze stehen für ein nachhaltiges und naturverbundenes Recklinghausen. Die REhe können über eine App „gesammelt“ werden (in Arbeit) und sind Teil des touristischen Konzeptes der Stadt Recklinghausen.                                                                                     |

Nicht in der Liste erfasst sind beispielsweise die Tierparaden von Rostock (Vogel Greif) und Dresden, da das Jahr des Beginns der jeweiligen Paraden nicht bekannt ist.

## Übersicht über weitere Projekte
Nach der Zürcher Kuh-Kultur wurde die CowParade in vielen Städten international gestartet (siehe dort). Im Jahre 2005 wurde in Zürich eine weitere Aktion, der Teddy-Summer durchgeführt.
Die folgende Liste kann keinen Anspruch auf Vollständigkeit der Kulturaktionen erheben.
- Austin, Texas, „GuitarTown“ (2007)[26]
- Bennington, Vermont, „Moosefest“ (2005)[27]
- Boyertown, Pennsylvania, „Bear Fever“[28]
- Blacksburg, Virginia, „Hokie“[29]
- Bradenton, Florida, „GECKOFest“ (2006)
- Breslau, Niederschlesien, „Breslauer Zwerge“ (2001)
- Bucks County, Pennsylvania, „Miles of Mules“[30]
- Chestnut Hill, Philadelphia, Pennsylvania, „AbZOOlutely Chestnut Hill“ (2006)[31]
- Cincinnati, Ohio, „Big Pig Gig“
- Erie, Pennsylvania, „GoFish!“ (2000), „LeapFrog“ (2004)
- Eugene, Oregon, „Ducks on Parade“[32]
- Halifax, Nova Scotia, „Lobsters“ (2005)
- Louisville, Kentucky, „Gallopalooza“[33]
- Miami, Florida, „Rooster Walk“ (2003)
- Naperville, Illinois, United Way (jährliche Ausstellungen, 2001–2007)
- New Orleans, Louisiana, „Festival of Fins“[34]
- Pensacola, Florida, „Pelicans in Paradise“[35]
- Pittsburgh, Pennsylvania, „DINO-mite Days“ (2000)[36]
- Providence, Rhode Island, Mr Potato Head (2000)
- Salem, Oregon, „Salmon in the City“ (2005)[37]
- San Francisco, Kalifornien, „Hearts in San Francisco“[38]
- Santa Fe, New Mexico, „Trail of the Painted Ponies“[39]
- Saratoga Springs, New York, „Horses, Saratoga Style“ (2002, 2007)[40]
- Seattle, Washington, „Pigs on Parade“ (2001)[41]; Ponies on Parade (2005); „Nutcracker Parade“ (2006)
- Saint Paul, Minnesota „Snoopies“ (2005)
- Toronto, Ontario, „Moose in the City“ (2000)
- Tucson, Arizona, „Ponies del Pueblo“[42]
- Washington, D.C., „Party Animals“[43]; „PandaMania“[44]
- Willimantic, Connecticut, „FrogFest“[45]
- Kanton Zug, Zug, Schweiz „Stierparade“(2017)[46]